# Jeffreys Bay
Jeffreys Bay (in afrikaans Jeffreysbaai) è una città del Sudafrica nella Provincia del Capo Orientale. Si trova sulla superstrada N2, a circa un'ora da Port Elizabeth.

## Storia
La baia da cui la città prende il nome è una delle prime cinque destinazioni al mondo preferite dagli amanti del surf; vi si tiene annualmente il Billabong Pro WCT. Boneyards, Supertubes, Impossibles, Tubes, Point e Kitchen Windows sono i nomi di alcuni dei punti della baia più rinomati per il surf.
L'importanza turistica di Jeffreys, legata principalmente al surf, sta velocemente trasformando questa cittadina, che fino a non molti anni fa era una tranquilla comunità di pescatori. La popolazione di Jeffreys è oggi di origine molto varia. Nella cittadina si trova anche una delle principali sedi sudafricane dell'organizzazione YWAM (Youth With A Mission).